# Rio Curoca
O rio Curoca é um curso de água de Angola que faz parte faz parte da Vertente Atlântica.
Neste rio existe uma ponte de ligação entre o município do Tômbua e o Deserto do Namibe.
Assim como o rio Bero, mesmo intermitente seu leito seco é importantíssimo para produção agrícola pós-inundações, graças à fertilidade depositada pelos sedimentos trazidos das cabeceiras.